# Трибутска скупштина
Трибутска скупштина (лат. comitia tributa) била је скупштина римских грађана у Римској републици. Била је састављена од 35 триба.
Територијалне трибе (лат. tribus) стекле су значај средином 4. века п. н. е. након реформе коју је спровео римски краљ Сервије Тулије. Постојале су четири територијалне градске трибе, а касније у сеоским пределима града основано је још седамнаест сеоских триба. Број сеоских триба касније је проширен на тридесет и једну.
Од 449. п. н. е. трибутске скупштине су основни облик римске скупштине и за патриције и за плебејце. Њима су предсједавали конзули или претори. Оне су пак бирале квесторе и курулне едиле.